# غاريت ويلسون
غاريت ويلسون (بالإنجليزية: Garrett Wilson)‏ (و. 1991  م) هو لاعب هوكي الجليد كندي، ولد في باري، مركز لعبه هو جناح ‏.

## روابط خارجية
- غاريت ويلسون على موقع دوري الهوكي الوطني (الإنجليزية)
- غاريت ويلسون على موقع الدوري الأمريكي لهوكي الجليد (الإنجليزية)
- غاريت ويلسون على موقع EliteProspects.com (الإنجليزية)
- غاريت ويلسون على موقع HockeyDB.com (الإنجليزية)
- غاريت ويلسون على موقع Hockey-Reference.com (الإنجليزية)